# Baza pokarmowa
Baza pokarmowa – dostępny i tolerowany przez organizmy żywe pokarm występujący w środowisku. Baza pokarmowa jest jednym spośród przestrzennych elementów kompleksu ekologicznego umożliwiającego prawidłowy rozwój dziko żyjących gatunków zwierząt. Bazą pokarmową zwierząt roślinożernych są żerowiska roślinne, mięsożernych – populacje ofiar.